# Paul Young (vanuacki piłkarz)
Paul Young (ur. 3 października 1988) – vanuacki piłkarz grający na pozycji obrońcy.

## Kariera klubowa
Karierę piłkarską Young rozpoczął klubie Amicale FC. W jego barwach zadebiutował w pierwszej lidze vanuackiej w 2011. Z Amicale dwukrotnie zdobył mistrzostwo Vanuatu w 2011 i 2012 oraz dotarł do finału Ligi Mistrzów OFC w 2011.

## Kariera reprezentacyjna
W reprezentacji Vanuatu Young zadebiutował w 3 czerwca 2012 w wygranym 5-0 z Samoa w Pucharze Narodów Oceanii 2012, który był jednocześnie częścią eliminacji Mistrzostw Świata 2014.